# Josef Reinsberg
Josef Reinsberg (18. srpna 1844 Přibyslav – 29. ledna 1930 Praha) byl český lékař, profesor soudního lékařství na lékařské fakultě Univerzity Karlovy, později děkan této fakulty a rektor univerzity (1898–1899), poslanec Českého zemského sněmu, přispěvatel Ottova slovníku naučného.

## Život

### Mládí, studium a první zaměstnání
Narodil se 18. srpna 1844 v Přibyslavi. V roce 1864 absolvoval gymnázium v Klatovech a 19. března 1870 byl promován na pražské lékařské fakultě.
Pracoval nejprve jako externí lékař chirurgického oddělení ve všeobecné nemocnici, pak jako asistent porodnické kliniky prof. Jana Strenga. Roku 1871 získal místo městského a továrního lékaře v Žamberku. O dva roky později se tam stal panským lékařem a ordinářem v Kateřinské nemocnici v Žamberku.. Zároveň působil jako soudní lékař u okresních soudů v Hradci Králové, Rokytnici a Žamberku i u hradeckého krajského soudu. Roku 1874 si založil soukromou chemickou laboratoř.
Po absolvování zkoušek byl 12. ledna 1879 jmenován zeměpanským okresním lékařem pro klatovský zdravotní obvod.

### Pedagogická činnost
Každoročně podnikal studijní cesty do rakouských univerzitních měst. Roku 1883 pobýval na stáži v Mnichově. O rok později byl přijat na českou univerzitu, kde zakládal ústav pro soudní lékařství. V červenci 1885 byl jmenován mimořádným a v červenci 1886 řádným profesorem. Kromě soudního lékařství přednášel i o veřejném zdravotnictví, zdravotní policii a hygieně. Širšímu publiku byly určeny jeho přednášky o pomoci v náhlém nebezpečí života. Když r. 1896 zemřel profesor Václav Bělohradský, vyučoval Reinsberg několik let soudní lékařství i na právech.
V letech 1891, 1896 a 1903 zastával funkci děkana lékařské fakulty. Roku 1899 byl jmenován rektorem české univerzity. Po dobu rektorské funkce byl rovněž virilním poslancem Českého zemského sněmu.
Pedagogické činnosti se vzdal r. 1908 ze zdravotních důvodů.

### Veřejné působení
Celý život byl veřejně činný. Jako medik byl mezi zakladateli Spolku českých mediků, kde spolu s Vítězslavem Janovským vydával časopis a byl rovněž zvolen předsedou. Společně s jednatelem spolku Štěpánem Pučálkou nechal od Petra Maixnera namalovat portrét J. E. Purkyně a věnoval jej fyziologickému ústavu. Účastnil se rovněž shromažďování české lékařské terminologie.
V Žamberku zavedl večerní přednášky v živnostenské a učňovské škole. Působil tam i v obecním zastupitelstvu, městské radě, jako náměstek purkmistra a okresní starosta. Při odchodu byl jmenován čestným občanem. V Klatovech spoluzakládal Literární jednotu.
V Praze byl v letech 1885-1908 soudním lékařem u zemského soudu, od roku 1896 u rozhodčího soudu úrazové pojišťovny a v letech 1885-1912 členem zemské zdravotní rady a městské zdravotní komise. Od roku 1886 byl činný ve Spolku českých lékařů, kde zastával funkci starosty. Po odchodu dr. Chodounského redigoval Časopis českých lékařů.
Od roku 1885 pořádal populární přednášky ve prospěch podpůrných studentských spolků i při slavnostních příležitostech. Jako rektor univerzity zahájil 5. dubna 1899 sérii lidových přednášek pro širokou veřejnost, zorganizovaných hlavně zásluhou Otakara Hostinského a jeho kolegů z filosofické fakulty.
Podílel se také na získávání finanční podpory pro studenty. Byl spoluzakladatelem (s prof. Jarníkem) a prvním předsedou velké studentské jídelny (Mensa Academica) a po úmrtí prof. Antonína Friče převzal vedení podpůrného Husova fondu.
Byl rovněž krátce předsedou národopisné společnosti a účastnil se vedení národopisné výstavy r. 1895.

### Rodinný život
Josef Reinsberg se dne 3. října 1871 v Lovčicích oženil s Annou, rozenou Havlíčkovou (1850–??), dcerou místního poštmistra. Manželé Reinsbergovi měli devět dětí, z nichž některé zemřely předčasně.

### Závěr života
Zemřel 29. ledna 1930, pohřben byl na Olšanech.

## Dílo
Byl autorem řady studií, uveřejněných v odborných časopisech, např.:
- O uškození na těle (Časopis českých lékařů XVIII., 1879)[2]
- Kausistické příspěvky k nauce o náhlé a násilné smrti (Č. č. l. 1885-87)[2]
- Příspěvek k nauce o otravě nikotinem (Věstník III. sjezdu českých přírodozpytců a lékařů v Praze 1901)[2]

Samostatně vyšly např.:
- Nauka o soudním lékařství (1883-94)[10]
- Soudní lékařská kasuistika (1885)
- Sebevražda utopením nebo vražda? (1893)
- Sbírka soudních lékařských posudků (superarbitrií) České lékařské fakulty (1897)[11]
- O zhoubném účinku elektřiny na tělo lidské a zvířecí (1899, rektorská inaugurační přednáška)[2]

Přispíval do Ottova slovníku naučného pod značkou Rg.

## Rodina
- Syn Viktor Reinsberg (1875–1938) byl profesor, také rektor Komenského univerzity v Bratislavě[8][p 3]
- Vnuk Jiří Reinsberg (1918–2004), syn Viktora, byl známý katolický kněz, spisovatel a skautský činitel.
- Zeť Václav Kafka (1868–1946), manžel dcery Marianny, byl lékař-ortopéd, primář české dětské nemocnice v Praze[8][p 4]
- Zeť František Prokop (1870–1959), manžel dcery Emy, byl profesor bratislavské univerzity[8][p 5]
- Zeť Václav Girsa (1875–1954), manžel dcery Berty, byl lékař a diplomat[8][p 6]
- Zeť Jaromír Stretti-Zamponi (1882–1959), manžel dcery Zdeňky, byl známý jako akademický malíř.[8][p 7]